# Delcourt
Delcourt es una editorial francesa especializada en historieta franco-belga, fundada en 1986 por Guy Delcourt.

## Historia
La empresa tiene origen en la fusión de las revistas Pilote y Charlie Mensuel en febrero de 1986. Guy Delcourt, redactor jefe de Pilote hasta entonces, abandona la revista para montar su propia editora independiente, Éditions Delcourt.
En un primer momento la nueva empresa se centra en reeditar colecciones estadounidenses, obras descatalogadas y álbumes recopilatorios. Su primer éxito de ventas es la novela gráfica La Bande à Renaud (1986), en el que varios dibujantes adaptan las canciones de Renaud Séchan. Con el paso del tiempo, Delcourt se especializa como sello de cómic alternativo y da su primera oportunidad a autores surgidos de la Escuela de Bellas Artes de Angulema.
En la década del 2000, Delcourt mejora su distribución y amplía el catálogo tras la llegada de Thierry Mornet como responsable editorial. Esta etapa coincide con la publicación de La mala gente de Étienne Davodeau (Les Mauvaises Gens, 2005), reconocida con dos galardones —mejor guion y premio del público— en el Festival de la Historieta de Angulema de 2006. En 2011 adquiere el grupo Soleil, con quien ya colaboraba en la gestión de sus derechos extranjeros, para convertirse en la tercera mayor editora de historietas de Francia por detrás del Média-Participations y Glénat Editions.
Delcourt también publica manga. Entre 2001 y 2013 mantuvo un acuerdo de colaboración con la editorial Akata, y desde 2005 es propietario de la editorial Tonkam, que ha pasado a llamarse Delcourt/Tonkam.

## Colecciones
La empresa divide su obra en colecciones editoriales:
- Delcourt - Historieta franco-belga y americana
- Delcourt/Tonkam - Manga
- Kbooks - Manhwa

Por otra parte, Éditions Soleil funciona como una marca independiente con sus propias colecciones pero pertenece a Delcourt.